# WCW World Tag Team Championship
El WCW World Tag Team Championship (Campeonato Mundial en Parejas de la WCW en español) fue un campeonato en parejas de lucha libre profesional de la World Championship Wrestling (WCW) desde 1991 a 2001.

## Historia
El campeonato fue creado en 1975, como el campeonato de la promoción Mid-Atlantic Wrestling. El campeonato fue finalmente reconocido por Jim Crockett Promotions, Inc. (después World Championship Wrestling) en 1991. Cuando la WCW se separó de la NWA el campeonato adquirió su nombre final, WCW World Tag Team Championship.
La NWA no reconoce ningún campeón hasta antes de 1992, mientras varios afiliados de la NWA promocionaban sus propios "Campeonatos Mundiales en Parejas". Jim Crockett Promotions nunca se reconoció a este campeonato como un campeonato de la NWA, hasta mediados de la década de 1980, cuando Jim Crockett Promotions se transformó en la empresa insignia de la NWA, incluso llegando a nombrar a este campeonato como "NWA World Tag Team Championship".
En 1992, la NWA reconoció a los primeros "Campeones Mundiales en Parejas de la NWA" cuando Terry Gordy & Steve Williams, los entonces no reconocidos Campeones Mundiales en Parejas de la WCW, ganaron un torneo para recibir ese honor. El "enredo" de nombres y campeones se mantuvo hasta que en septiembre de 1993 la WCW se seprara de la NWA, devolviendo el orden al lineage del campeonato.
En marzo de 2001, la World Wrestling Federation (WWF) compró a la World Championship Wrestling (WCW). Seguido a eso, Vince McMahon creó a la historia de "La Invasión", en donde La Alianza fue desmantelada. Durante la "Invasión", sólo cuatro campeonatos de la WCW se mantuvieron activos, incluyendo este, el cual fue nombrado solo como "WCW Tag Team Championship". Con el fin de la "Invasión" en Survivor Series 2001, el WCW Tag Team Championship y el WWF Tag Team Championship fueron unificados, en una lucha donde The Dudley Boyz derrotaron a los Campeones en Parejas de la WWF, The Hardy Boyz. Como resultado, The Dudley Boyz fueron los últimos campeones en parejas de la WCW.

## Lista de campeones
| Luchadores:                                                              | Reinados juntos:                      | Derrotaron a: | Fecha:                   | Lugar:              |
| ------------------------------------------------------------------------ | ------------------------------------- | --- | ------------------------ | ------------------- |
| The Fabulous Freebirds (Michael Hayes (1) & Jimmy Garvin (1))            | 1                                     | Butch Reed & Ron Simmons                                                                                            | 24 de febrero de 1991    | N/A                 |
| The Steiner Brothers (Rick (1) & Scott (1))                              | 1                                     | The Fabulous Freebirds                                                                                              | 9 de marzo de 1991       | N/A                 |
| Vacante                                                                  | N/A                                   | Debido a una lesión de Scott                                                                                        | 18 de julio de 1991      | N/A                 |
| The Enforcers (Arn Anderson (1) & Larry Zbyszko (1))                     | 1                                     | Rick Steiner & Bill Kazmeier                                                                                        | 5 de septiembre de 1991  | N/A                 |
| Ricky Steamboat (1) & Dustin Rhodes (1)                                  | 1                                     | The Enforcers | 19 de noviembre de 1991  | N/A                 |
| Arn Anderson (2) & Bobby Eaton (1)                                       | 1                                     | Steamboat & Rhodes                                                                                                  | 16 de enero de 1992      | N/A                 |
| The Steiner Brothers (Rick (2) & Scott (2))                              | 2                                     | Anderson & Eaton | 3 de mayo de 1992        | N/A                 |
| Terry Gordy (1) & Steve Williams (1)                                     | 1                                     | Steiner Brothers | 5 de julio de 1992       | N/A                 |
| Unificado                                                                | N/A                                   | Con el NWA World Tag Team Championship                                                                              | 12 de julio de 1992      | N/A                 |
| Barry Windham (1) & Dustin Rhodes (2)                                    | 1                                     | Gordy & Williams | 21 de septiembre de 1992 | Saturday Night      |
| Rick Steamboat (2) & Shane Douglas (1)                                   | 1                                     | Windham & Rhodes | 18 de noviembre de 1992  | N/A                 |
| Hollywood Blondes (Steve Austin (1) & Brian Pillman (1))                 | 1                                     | Steamboat & Douglas                                                                                                 | 2 de marzo de 1993       | Power Hour          |
| Arn Anderson (3) & Paul Roma (1)                                         | 1                                     | Steve Austin & Lord Steven Regal                                                                                    | 18 de agosto de 1993     | N/A                 |
| The Nasty Boys (Jerry Sags (1) & Brian Knobbs (1))                       | 1                                     | Anderson & Roma | 19 de septiembre de 1993 | N/A                 |
| Marcus Bagwell (1) & 2 Cold Scorpio (1)                                  | 1                                     | The Nasty Boys | 4 de octubre de 1993     | N/A                 |
| The Nasty Boys (Jerry Sags (2) & Brian Knobbs (2))                       | 2                                     | Bagwell & 2 Cold Scorpio                                                                                            | 24 de octubre de 1993    | N/A                 |
| Cactus Jack (1) & Kevin Sullivan (1)                                     | 1                                     | The Nasty Boys | 22 de mayo de 1994       | N/A                 |
| Pretty Wonderful (Paul Roma (2) & Paul Orndorff (1))                     | 1                                     | Cactus Jack & Sullivan                                                                                              | 17 de julio de 1994      | Bash at the Beach   |
| Stars 'n' Stripes (Marcus Bagwell (2) & The Patriot (1))                 | 1                                     | Pretty Wonderful | 25 de septiembre de 1994 | Main Event          |
| Pretty Wonderful (Paul Roma (3) & Paul Orndorff (2))                     | 2                                     | Stars 'n' Stripes                                                                                                   | 23 de octubre de 1994    | Halloween Havoc     |
| Stars 'n' Stripes (Marcus Bagwell (3) & The Patriot (2))                 | 2                                     | Pretty Wonderful | 16 de noviembre de 1994  | N/A                 |
| Harlem Heat (Booker T (1) & Stevie Ray (1))                              | 1                                     | Stars 'n' Stripes                                                                                                   | 8 de diciembre de 1994   | Saturday Night      |
| The Nasty Boys (Jerry Sags (3) & Brian Knobbs (3))                       | 3                                     | Harlem Heat | 21 de mayo de 1995       | N/A                 |
| Harlem Heat (Booker T (2) & Stevie Ray (2))                              | 2                                     | The Nasty Boys | 24 de junio de 1995      | Worldwide           |
| Dick Slater (1) & Bunkhouse Buck (1)                                     | 1                                     | Harlem Heat | 22 de julio de 1995      | Saturday Night      |
| Harlem Heat (Booker T (3) & Stevie Ray (3))                              | 3                                     | Slater & Buck | 17 de septiembre de 1995 | Fall Brawl          |
| The American Males (Marcus Bagwell (4) & Scott Riggs (1))                | 1                                     | Harlem Heat | 18 de septiembre de 1995 | Monday Nitro        |
| Harlem Heat (Booker T (4) & Stevie Ray (4))                              | 4                                     | The American Males                                                                                                  | 27 de septiembre de 1995 | Saturday Night      |
| Sting (1) & Lex Luger (1)                                                | 1                                     | Harlem Heat | 22 de enero de 1996      | Monday Nitro        |
| Harlem Heat (Booker T (5) & Stevie Ray (5))                              | 5                                     | Sting & Luger | 24 de junio de 1996      | Monday Nitro        |
| The Steiner Brothers (Rick (3) & Scott (3))                              | 3                                     | Harlem Heat | 24 de julio de 1996      | N/A                 |
| Harlem Heat (Booker T (6) & Stevie Ray (6))                              | 6                                     | Steiner Brothers | 27 de julio de 1996      | N/A                 |
| The Public Enemy (Johnny Grunge (1) & Rocco Rock (1))                    | 1                                     | Harlem Heat | 23 de septiembre de 1996 | Monday Nitro        |
| Harlem Heat (Booker T (7) & Stevie Ray (7))                              | 7                                     | The Public Enemy | 1 de octubre de 1996     | N/A                 |
| The Outsiders (Kevin Nash (1) & Scott Hall (1)                           | 1                                     | Harlem Heat | 27 de octubre de 1996    | Hallowen Havoc      |
| The Steiner Brothers (Rick (4) & Scott (4))                              | 4                                     | The Outsiders | 26 de enero de 1997      | Monday Nitro        |
| The Outsiders (Kevin Nash (2) & Scott Hall (2))                          | 2                                     | Entregado por Eric Bischoff                                                                                         | 27 de enero de 1997      | N/A                 |
| Lex Luger (2) & The Giant (1)                                            | 1                                     | The Outsiders | 23 de febrero de 1997    | Superbrawl VII      |
| The Outsiders (Kevin Nash (3) & Scott Hall (3))                          | 3                                     | Entregado por Eric Bischoff                                                                                         | 24 de febrero de 1997    | Monday Nitro        |
| The Steiner Brothers (Rick (5) & Scott (5))                              | 5                                     | Hall & Syxx | 13 de octubre de 1997    | Monday Nitro        |
| The Outsiders (Kevin Nash (4) & Scott Hall (4))                          | 4                                     | Steiner Brothers | 12 de enero de 1998      | Monday Nitro        |
| The Steiner Brothers (Rick (6) & Scott (6))                              | 6                                     | The Outsiders | 9 de febrero de 1998     | Monday Nitro        |
| The Outsiders (Kevin Nash (5) & Scott Hall (5))                          | 5                                     | Steiner Brothers | 22 de febrero de 1998    | Superbrawl VIII     |
| Sting (2) & The Giant (2)                                                | 1                                     | The Outsiders | 17 de mayo de 1998       | Slamboree           |
| Vacante                                                                  | N/A                                   | Debido a la disolución del equipo                                                                                   | 4 de junio de 1998       | N/A                 |
| Sting (3) & Kevin Nash (6)                                               | 1                                     | The Giant | 15 de junio de 1998      | Monday Nitro        |
| Scott Hall (6) & The Giant (3)                                           | 1                                     | Sting & Nash | 20 de julio de 1998      | Monday Nitro        |
| Rick Steiner (7) & Kenny Kaos (1)                                        | 1                                     | Hall & The Giant | 26 de octubre de 1998    | Monday Nitro        |
| Vacante                                                                  | N/A                                   | Debido a una lesión de Rick                                                                                         | 4 de enero de 1999       | N/A                 |
| Barry Windham (2) & Curt Hennig (1)                                      | 1                                     | Chris Benoit & Dean Malenko                                                                                         | 21 de febrero de 1999    | Superbrawl IX       |
| Chris Benoit (1) & Dean Malenko (1)                                      | 1                                     | Windham & Hennig | 14 de marzo de 1999      | Uncensored          |
| Rey Mysterio (1) & Billy Kidman (1)                                      | 1                                     | Benoit & Malenko | 29 de marzo de 1999      | Monday Nitro        |
| Raven (1) & Perry Saturn (1)                                             | 1                                     | Mysterio Jr. & Kidman                                                                                               | 9 de mayo de 1999        | Slamboree           |
| Jersey Triad (Diamond Dallas Page (1), Bam Bam Bigelow (1) & Kanyon (1)) | 1                                     | Raven & Saturn | 31 de mayo de 1999       | Monday Nitro        |
| Chris Benoit (2) & Perry Saturn (2)                                      | 1                                     | Jersey Triad | 10 de junio de 1999      | Thunder             |
| Jersey Triad (Diamond Dallas Page (2), Bam Bam Bigelow (2) & Kanyon (2)) | 2                                     | Benoit & Saturn | 13 de junio de 1999      | Great American Bash |
| Harlem Heat (Booker T (8) & Stevie Ray (8))                              | 8                                     | Jersey Triad | 14 de agosto de 1999     | Road Wild           |
| Barry Windham (3) & Kendall Windham (1)                                  | 1                                     | Harlem Heat | 23 de agosto de 1999     | Monday Nitro        |
| Harlem Heat (Booker T (9) & Stevie Ray (9))                              | 9                                     | Barry & Kendall | 12 de septiembre de 1999 | Fall Brawl          |
| Konnan (1) & Rey Mysterio (2)                                            | 1                                     | Harlem Heat | 18 de octubre de 1999    | Monday Nitro        |
| Harlem Heat (Booker T (10) & Stevie Ray (10))                            | 10                                    | Konnan & Kidman y Knobbs & Hugh Morrus                                                                              | 24 de octubre de 1999    | Halloween Havoc     |
| Konnan (2) & Billy Kidman (2)                                            | 1                                     | Harlem Heat | 25 de octubre de 1999    | Monday Nitro        |
| Creative Control (Greald (1) & Patrick (1))                              | 1                                     | Konnan & Kidman | 22 de noviembre de 1999  | Monday Nitro        |
| Bret Hart (1) & Goldberg (1)                                             | 1                                     | Creative Control | 7 de diciembre de 1999   | Thunder             |
| The Outsiders (Kevin Nash (7) & Scott Hall (7))                          | 6                                     | Bret & Goldberg | 13 de diciembre de 1999  | Monday Nitro        |
| Vacante                                                                  | N/A                                   | Debido a una lesión de Hall                                                                                         | 27 de diciembre de 1999  | N/A                 |
| David Flair (1) & Crowbar (1)                                            | 1                                     | Kevin Nash & Scott Steiner                                                                                          | 3 de enero de 2000       | Monday Nitro        |
| The Mamalukes (Jhonny the Bull (1) & Big Vito (1))                       | 1                                     | David Flair & Crowbar                                                                                               | 18 de enero de 2000      | Thunder             |
| Harris Brothers (Don (2) & Ron (2))                                      | 2                                     | The Mamalukes | 12 de febrero de 2000    | Saturday Night      |
| The Mamalukes (Jhonny the Bull (2) & Big Vito (2))                       | 2                                     | Harris Brothers | 13 de febrero de 2000    | N/A                 |
| Harris Brothers (Don (3) & Ron (3))                                      | 3                                     | The Mamalukes | 19 de marzo de 2000      | uncensored          |
| N/A                                                                      | Junto con otros campeonatos de la WCW | 10 de abril de 2000                                                                                                 | N/A                      |                     |
| Shane Douglas (2) & Marcus Bagwell (5)                                   | 1                                     | Ric Flair & Lex Luger                                                                                               | 16 de abril de 2000      | Spring Stampede     |
| KroniK (Brian Adams (1) & Bryan Clark (1))                               | 1                                     | Douglas & Bagwell                                                                                                   | 8 de mayo de 2000        | Thunder             |
| Perfect Event (Shawn Stasiak (1) & Chuck Palumbo (1))                    | 1                                     | KroniK | 31 de mayo de 2000       | Thunder             |
| KroniK (Brian Adams (2) & Bryan Clark (2))                               | 2                                     | Perfect Event | 9 de julio de 2000       | Bash at the Beach   |
| The Great Muta (1) & Vampiro (1)                                         | 1                                     | KroniK | 13 de agosto de 2000     | New Blood Rising    |
| Rey Mysterio (3) & Juventud Guerrera (1)                                 | 1                                     | Great Muta & Vampiro                                                                                                | 14 de agosto de 2000     | Monday Nitro        |
| Vacante                                                                  | N/A                                   | Debido a que el comisionado de la WCW Ernest Miller derrotó a Disco Inferno, obligando a dejar vacantes los títulos | 18 de septiembre de 2000 | N/A                 |
| Sean O'Haire (1) & Mark Jindrak (1)                                      | 1                                     | Ganando una Batalla Real                                                                                            | 25 de septiembre de 2000 | Monday Nitro        |
| Misfits in Action (Lieutenant Loco (1) & Corporal Cajun (1))             | 1                                     | O'Haire & Jindrak                                                                                                   | 9 de octubre de 2000     | Monday Nitro        |
| Sean O'Haire (2) & Mark Jindrak (2)                                      | 2                                     | Misfits in Action                                                                                                   | 9 de octubre de 2000     | Monday Nitro        |
| Boogie Nights (Alex Wright (1) & Disco Inferno (1))                      | 1                                     | O'Haire & Jindrak                                                                                                   | 16 de noviembre de 2000  | Millenium Final     |
| Perfect Event (Shawn Stasiak (2) & Chuck Palumbo (2))                    | 2                                     | Boogie Nights | 20 de noviembre de 2000  | Monday Nitro        |
| The Insiders (Diamond Dallas Page (3) & Kevin Nash (8))                  | 1                                     | Jersey Triad | 26 de noviembre de 2000  | Mayhem              |
| Perfect Event (Shawn Stasiak (3) & Chuck Palumbo (3))                    | 3                                     | The Insiders | 4 de diciembre de 2000   | Monday Nitro        |
| The Insiders (Diamond Dallas Page (4) & Kevin Nash (9))                  | 2                                     | Perfect Event | 17 de diciembre de 2000  | Starrcade           |
| Natural Born Thrillers (Chuck Palumbo (4) & Sean O'Haire (3))            | 1                                     | The Insiders | 14 de enero de 2001      | Sin                 |
| La WWF adquiere a la WCW                                                 |                                       | |                          |                     |
| Brothers of Destruction (The Undertaker (1) & Kane (1))                  | 1                                     | Palumbo & O'Haire                                                                                                   | 7 de agosto de 2001      | SmackDown!          |
| Booker T (11) & Test (1)                                                 | 1                                     | Brothers of Destruction                                                                                             | 25 de septiembre de 2001 | SmackDown!          |
| Hardy Boyz (Matt (1) & Jeff (1))                                         | 1                                     | Booker T & Test | 8 de octubre de 2001     | RAW                 |
| Dudley Boyz (Bubba Ray (1) & D-Von (1))                                  | 1                                     | Hardy Boyz | 23 de octubre de 2001    | RAW                 |
| Unificado                                                                | N/A                                   | Con el WWF Tag Team Championship                                                                                    | 18 de noviembre de 2001  | Survivor Series     |

1. ↑  Sting derrotó a The Giant en The Great American Bash el 14 de junio de 1998 ganando el derecho sobre los campeonatos. La siguiente noche eligió a Nash como pareja, convirtiéndose en campeones.

## Reinados más largos
| Luchador                                                   | Días | Fecha en que ganó     | Fecha en que perdió    | Notas              |
| ---------------------------------------------------------- | ---- | --------------------- | ---------------------- | ------------------ |
| Doom (Butch Reed & Ron Simmons)                            | 282  | 19 de mayo de 1990    | 24 de febrero de 1991  | Su primer reinado  |
| The Outsiders (Scott Hall & Kevin Nash)                    | 231  | 24 de febrero de 1997 | 13 de octubre de 1997  | Su tercer reinado  |
| The Minnesota Wrecking Crew (Ole Anderson & Gene Anderson) | 230  | 11 de junio de 1975   | 27 de enero de 1976    | Su segundo reinado |
| The Minnesota Wrecking Crew                                | 215  | 1 de mayo de 1981     | 1 de diciembre de 1981 | Su séptimo reinado |
| The Nasty Boys (Brian Knobbs & Jerry Sags)                 | 210  | 24 de octubre de 1993 | 22 de mayo de 1994     | Su segundo reinado |

## Mayor cantidad de reinados

### En parejas
- 10 veces: Harlem Heat (Booker & Ray).
- 6 veces: The Steiner Brothers (Rick & Scott) y The Outsiders (Nash & Hall).

### Individualmente
- 11 veces: Booker T.
- 10 veces: Stevie Ray.
- 9 veces: Kevin Nash.
- 7 veces: Rick Steiner y Scott Hall.
- 6 veces: Scott Steiner.
- 5 veces: Marcus Bagwell.

## Datos interesantes
- Reinado más largo: The Outsiders, 231 días.
- Reinado más corto: Misfits In Action, 30 minutos.